# دين أير
دين أير هو دبلوماسي وسياسي نيوزيلندي، ولد في 8 مايو 1914، وتوفي في 19 مايو 2007.

## مناصب
- انتخب وزير التنمية الاجتماعية [الإنجليزية]‏ (23 مارس 1956 – 13 فبراير 1957).
- انتخب وزير الدفاع [الإنجليزية]‏ (12 ديسمبر 1960 – 12 ديسمبر 1966).
- انتخب وزير الدفاع [الإنجليزية]‏ (26 سبتمبر 1957 – 12 ديسمبر 1957).
- انتخب عضو مجلس النواب النيوزيلندي ‏.